# Dooabia lunifera
Dooabia lunifera là một loài bướm đêm trong họ Geometridae.